# (16801) Petřínpragensis
(16801) Petřínpragensis est un astéroïde de la ceinture principale.

## Description
(16801) Petřínpragensis est un astéroïde de la ceinture principale. Il fut découvert le 23 septembre 1997 à l'Observatoire d'Ondřejov par Petr Pravec. Il présente une orbite caractérisée par un demi-grand axe de 2,43 UA, une excentricité de 0,11 et une inclinaison de 3,2° par rapport à l'écliptique.

## Compléments